# 江草安彦
江草安彦（1926年9月10日—2015年3月13日）是一位日本医学家，福祉学家。

## 生平
1926年出生于冈山县笠冈市，毕业于冈山医科大学附属医科专门部（现冈山大学医学部），之后联合创建社会福祉法人旭川庄并担任第2代理事长。
2015年3月13日逝世，享年88岁。

## 荣誉
- 1977年获得厚生大臣表彰
- 1980年获得山陽新聞賞受賞[2]
- 1981年获得内閣総理大臣表彰
- 1983年获得朝日社会福祉賞
- 1988年获得藍綬褒章
- 1995年获得三木記念賞[2]
- 1997年获得上海市荣誉市民称号[2]
- 1998年获得岡山県川上郡川上町名誉市民称号
- 2000年获得日本医師会最高優功章
- 2001年获得保健文化賞
- 2005年获得冈山県高梁市名誉市民称号
- 2006年获得瑞宝重光章[2]